# فيدور لوكاشينكو
فيدور لوكاشينكو (بالروسية: Фёдор Владимирович Лукашенко)‏ هو لاعب كرة قدم بيلاروسي في مركز الوسط، ولد في 18 مارس 1974 في مينسك في بيلاروس. شارك مع منتخب بيلاروسيا تحت 21 سنة لكرة القدم ومنتخب بيلاروس لكرة القدم. أما مع النوادي، فقد لعب مع دينامو برست ونادي سلافيا-موزير ونادي غوميل.

## وصلات خارجية
- فيدور لوكاشينكو على موقع قاعدة بيانات كرة القدم.إي يو (الإنجليزية)
- فيدور لوكاشينكو على موقع ناشيونال فوتبول تيمز (الإنجليزية)
- فيدور لوكاشينكو على موقع Soccerway.com (الإنجليزية)